# E3 Harelbeke 2016
E3 Harelbeke 2016 var den 59. udgave af cykelløbet E3 Harelbeke. Det var det sjette arrangement på UCI's World Tour-kalender i 2016 og blev arrangeret 25. marts 2016. Løbet blev vundet af Michał Kwiatkowski.

## Hold og ryttere
| | 18 UCI World Tour-hold                                                                       |                                                                                        | 7 Wildcard |
| --- | -------------------------------------------------------------------------------------------- | -------------------------------------------------------------------------------------- | --- |
| - Ag2r-La Mondiale - Astana Pro Team - BMC Racing Team - Cannondale - Dimension Data - Etixx-Quick Step | - FDJ - Team Giant-Alpecin - IAM Cycling - Team Katusha - Lampre-Merida - Team LottoNL-Jumbo | - Lotto-Soudal - Movistar Team - Orica-GreenEDGE - Team Sky - Tinkoff - Trek-Segafredo | - Bora-Argon 18 - Direct Énergie - Fortuneo-Vital Concept - Roompot-Oranje Peloton - Southeast-Venezuela - Topsport Vlaanderen-Baloise - Wanty-Groupe Gobert |

### Danske ryttere
- Magnus Cort kørte for Orica-GreenEDGE
- Søren Kragh Andersen kørte for Team Giant-Alpecin
- Michael Mørkøv kørte for Team Katusha

## Resultater
|    | Rytter              | Hold                 | Tid     |
| -- | ------------------- | -------------------- | ------- |
| 1  | Michał Kwiatkowski  | Team Sky             | 4:49.34 |
| 2  | Peter Sagan         | Tinkoff              | + 4     |
| 3  | Ian Stannard        | Team Sky             | + 11    |
| 4  | Fabian Cancellara   | Trek-Segafredo       | + 11    |
| 5  | Jasper Stuyven      | Trek-Segafredo       | + 11    |
| 6  | Lars Boom           | Astana Team          | + 11    |
| 7  | Tiesj Benoot        | Lotto-Soudal         | + 11    |
| 8  | Sep Vanmarcke       | Team LottoNL - Jumbo | + 11    |
| 9  | Jean-Pierre Drucker | BMC Racing Team      | + 11    |
| 10 | Daniel Oss          | BMC Racing Team      | + 11    |